# Ernest Peirce
Ernest Peirce est un boxeur sud-africain né le 25 septembre 1909 à Somerset West et mort le 23 janvier 1998 à Apache Junction, Arizona.

## Carrière
Champion d'Afrique du Sud de boxe amateur en 1930, 1931 et 1932 dans la catégorie poids moyens, il remporte la médaille de bronze aux Jeux de Los Angeles en 1932 dans cette même catégorie. Après avoir battu Lajos Szigeti, Peirce s'incline en demi-finale contre l'américain Carmen Barth. Il passe professionnel quelques mois plus tard et devient champion d'Afrique du Sud des poids mi-lourds en 1933 aux dépens de Dave Carstens.

## Palmarès

### Jeux olympiques
- Jeux olympiques de 1932 à Los Angeles[1] (poids moyens)

## Référence
1. ↑  (en) Résultats des Jeux olympiques 1932 (amateur-boxing.strefa.pl)